# Distretto di Rouached
Il distretto di Rouached è un distretto della Provincia di Mila, in Algeria.

## Comuni
Il distretto di Rouached comprende 2 comuni:
- Rouached
- Tiberguent[1]